# Shministim
Shministim ist eine israelische Jugendbewegung zur Kriegsdienstverweigerung.

## Hintergrund
Der Name Shministim bedeutet wörtlich übersetzt: Achtklässler. Das sind junge Menschen zwischen 17 und 19, die die letzte Klasse der Oberstufe in der Mittelschule bzw. dem Gymnasium besuchen bzw. diese gerade abgeschlossen haben und nun ihren zwei- bis dreijährigen Militärdienst in der israelischen Armee ableisten müssten.
2001 schickten mehrere hundert zum Wehrdienst einberufene Israelis einen offenen Brief an Ariel Scharon, in dem sie erklärten, ihren Dienst nicht in den besetzten Palästinensergebieten zu leisten. Daraus ist die Bewegung Shministim entstanden. Sie bezieht sich auf eine Tradition, die seit Anfang der 1970er Jahre besteht, als eine Gruppe von Schülern der Premierministerin Golda Meir schrieb.
Wer sich in Israel dem Militärdienst entzieht, muss mit einer Gefängnisstrafe rechnen, da es in Israel kein allgemeines Grundrecht auf Kriegsdienstverweigerung und wenig Möglichkeiten zu alternativen Diensten gibt.
So sagte die 20-jährige Aktivistin Omer Goldman: „Ich glaube an einen Dienst in der Gesellschaft, von der ich ein Teil bin, und genau deshalb weigere ich mich, an den Kriegsverbrechen teilzunehmen, die mein Land begeht. Gewalt wird keine Lösung bringen, und ich werde keine Gewalt anwenden, egal was geschieht.“ Ihre erste Haft dauerte vom 22. September bis 10. Oktober, ihre zweite Haft vom 12. bis 24. Oktober 2008.
Die Organisation Mesarvot unterstützt Kriegsdienstverweigerer seit 2015 rechtlich und medial.